# Tech Mahindra
Tech Mahindra Ltd. (TechM), in precedenza nota come Mahindra British Telecom (MBT) è una joint venture tra Mahindra & Mahindra Limited (M&M), che ne detiene il 57%, e British Telecommunications (BT), 43%.
Tech Mahindra ha sede a Pune in India.
Tech Mahindra ha cominciato come compagnia di servizi software nel 1998, focalizzandosi nella fornitura di servizi  all'industria delle telecomunicazioni.
Oggi in India è il più grande fornitore di telecomunicazioni.